# Умба (посёлок городского типа)
У́мба — посёлок городского типа в Мурманской области. Административный центр Терского района и городского поселения Умба.

## География
Посёлок расположен на Кандалакшском берегу Белого моря в Кандалакшском заливе, в устье реки Умба.
Включён в перечень населённых пунктов Мурманской области, подверженных угрозе лесных пожаров.

## История

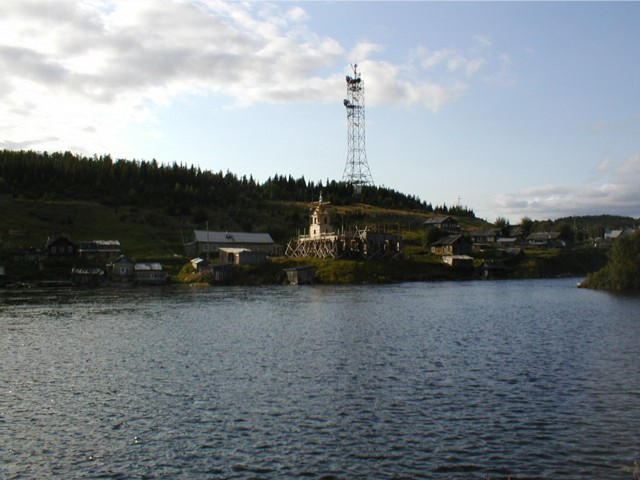
Радиовышка и церковь на правом берегу реки Умбы

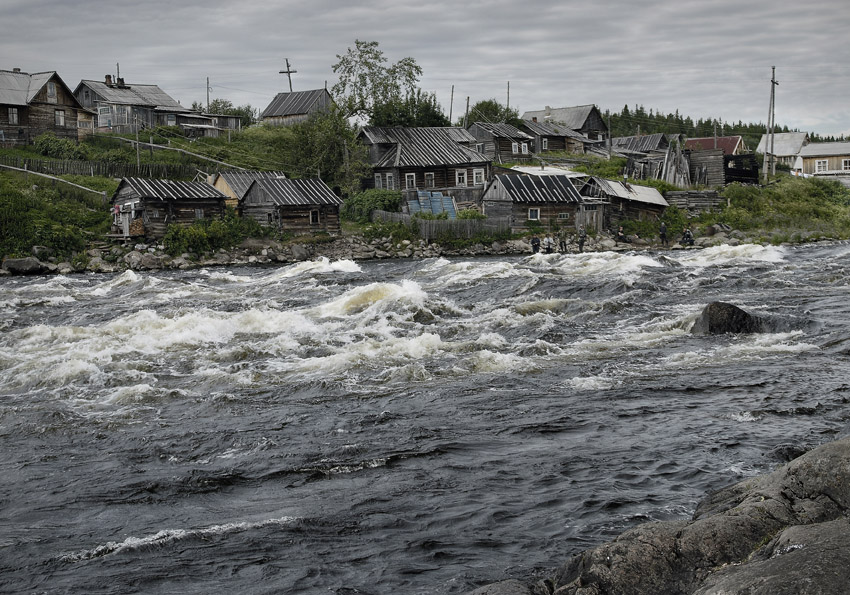
Правый берег Умбы-реки и Старая Умба (Умба-деревня)

Поморское село Умба впервые упоминается в 1466 году. Это одно из старейших поселений Кольского полуострова. Село это было вотчиной Соловецкого монастыря, устроившего здесь в 1765 году церковь в честь Воскресения Христова.
В 1898 году поблизости от села, на берегу залива возник рабочий посёлок при Умбском лесопильном заводе промышленника Беляева. Первоначальное название — посёлок Лесной. Потом появился небольшой грузовой порт. Характерная особенность Новой Умбы — деревянные тротуары на многих улицах.
В 1967 году указом президиума ВС РСФСР рабочий посёлок Лесной переименован в Умба.
Старинное поморское село Старая Умба (деревня Умба), находящееся на правом берегу реки — популярный туристический объект.

## Население
| 1970  | 1979  | 1989  | 2002  | 2009  | 2010  | 2011  | 2012  | 2013  |
| ----- | ----- | ----- | ----- | ----- | ----- | ----- | ----- | ----- |
| 7268  | ↗7699 | ↗8309 | ↘6497 | ↘5442 | ↗5532 | ↘5511 | ↘5334 | ↘5170 |
| 2014  | 2015  | 2016  | 2017  | 2018  | 2019  | 2020  | 2021  | 2023  |
| ↘5003 | ↘4908 | ↘4772 | ↘4658 | ↘4578 | ↘4503 | ↘4412 | ↘4121 | ↘4031 |

Численность населения, проживающего на территории населённого пункта, по данным Всероссийской переписи населения 2010 года составляет 5532 человека, из них 2573 мужчины (46,5 %) и 2959 женщин (53,5 %).
Национальный состав
По итогам переписи населения 2020 года проживали следующие национальности (национальности менее 0,1 % и другое, см. в сноске к строке «Другие»):
| Национальность | Численность, чел. | Доля     |
| -------------- | ----------------- | -------- |
| Русские        | 3817              | 92,62 %  |
| Украинцы       | 40                | 0,97 %   |
| Поморы         | 15                | 0,36 %   |
| Армяне         | 13                | 0,32 %   |
| Белорусы       | 11                | 0,27 %   |
| Саамы          | 10                | 0,24 %   |
| Карелы         | 10                | 0,24 %   |
| Лезгины        | 5                 | 0,12 %   |
| Башкиры        | 5                 | 0,12 %   |
| Другие         | 195               | 4,74 %   |
| Итого          | 4121              | 100,00 % |

## Известные уроженцы
- Крутов, Александр Николаевич (политик) (род. 1947) — советский и российский политический и общественный деятель. Депутат Государственной Думы четвёртого созыва (фракция «Родина»), телеведущий
- Поляновский, Эдвин Луникович (19 февраля 1937 — 11 марта 2006) — советский и российский журналист, публицист, многолетний сотрудник газеты «Известия».

## Климат
В Умбе субарктический климат.
| Показатель | Янв. | Фев. | Март | Апр. | Май | Июнь | Июль | Авг. | Сен. | Окт. | Нояб. | Дек. | Год |
| --- | ---- | ---- | ---- | ---- | --- | ---- | ---- | ---- | ---- | ---- | ----- | ---- | --- |
| Средняя температура, °C                                                                                          | −9,8 | −9,9 | −5,6 | −0,4 | 5,1 | 11,3 | 14,9 | 12,8 | 8,3  | 2,2  | −3,2  | −6,6 | 1,6 |
| Норма осадков, мм                                                                                                | 44   | 33   | 30   | 29   | 43  | 48   | 61   | 56   | 54   | 61   | 53    | 47   | 559 |
| Источник: Погода и Климат. Дата обращения: 23 сентября 2022., Погода и Климат. Дата обращения: 23 сентября 2022. |      |      |      |      |     |      |      |      |      |      |       |      |     |

## Экономика
ОАО «Умбский леспромхоз».
На окраине посёлка расположена ферма ООО «Совхоз Умбский». Предпринимаются усилия, направленные на развитие туризма.

## Транспорт
Ближайшая железнодорожная станция расположена в городе Кандалакша (110 км северо-западнее посёлка).
Действуют автобусные маршруты № 222 «Кандалакша — Умба» и № 223 «Кандалакша — Умба — Варзуга», обслуживаемых ПАО «Мурманскавтотранс». По посёлку курсирует городской маршрут № 6.
Сообщение с другими населёнными пунктами осуществляется водным или воздушным транспортом (местный аэропорт).

## Образование и культура
В посёлке имеется средняя школа, профессиональное училище, библиотека, детская спортивная школа, детская школа искусств. Издаётся газета «Терский берег». C 1998 года в посёлке проводится Поморская гребная регата. Также раз в три года, начиная с 1981 года, здесь проводится фестиваль фольклора, который сначала был областным, а с 1996 года стал международным.

## Наука
В 1930-х годах в посёлке Умба располагалась Беломорская методическая станция
Государственного гидрологического института.
Сотрудники станции изучали один из водоёмов, прилегающих к посёлку.
Станция была создана в 1931 году по инициативе российского океанолога Константина Михайловича Дерюгина.
В 2019 году исследования в посёлке Умба продолжены сотрудниками
Беломорской биологическая станция МГУ.

## Здравоохранение
В посёлке имеется филиал районной больницы, подстанция скорой помощи. Тяжелобольных с инфарктами и инсультами приходится везти в Кандалакшу за 112 км.

## Достопримечательности
- Музей истории, культуры и быта терских поморов — музей, основанный в 1991 году. В нём собраны предметы быта коренного поморского населения Терского берега, промысловые снасти, орудий рыболовства и зверобойного промысла, предметов поморских ремёсел, вышивки и кружев, поморской одежды и игрушки и их традиционные костюмы.
- Музей наскального искусства «Петроголифы Канозера»[30].
- Центр поморских художественных ремёсел.

## Города-побратимы
- Арьеплуг[31]
- Колари[31]

## В культуре
О посёлке написана песня, в которой он именуется городом «Есть на свете город Умба. kkre-6.narod.ru. Дата обращения: 23 сентября 2022.» (музыка: Игорь Лученок, слова: Владимир Жданов, исполняет Эдуард Хиль).
В окрестностях Умбы снимался фильм «Долгая счастливая жизнь», в массовке были задействованы жители посёлка.
Посёлок является местом действия повести В. Ф. Козлова «Едем на Вял-озеро». В книге посёлок называется городом. Упоминаются аэропорт, порт, сплав леса, теплоход «Рулевой».
Посёлок упоминается в стихотворении Сергея Есенина «Небо ли такое белое…» (1917).